# Costiceni, Noua Suliță
Costiceni (în ucraineană Костичани, transliterat: Kostîceanî, în rusă Костичаны, transliterat: Kosticeanî) este un sat reședință de comună în raionul Noua Suliță din regiunea Cernăuți (Ucraina). Are 1,357 locuitori, preponderent moldoveni (români).
Satul este situat la o altitudine de 120 metri, în partea de sud a raionului Noua Suliță, pe malul râului Prut, în apropiere de frontiera cu România. El se află la o distanță de 50 km est de orașul Cernăuți și la 20 km est de orașul Noua Suliță. De această comună depind administrativ satele Dumeni și Vancicăuții Mici.

## Istorie
Prima mențiune documentară a localității datează din anul 1581, când Costicenii făceau parte din Ținutul Hotinului a regiunii istorice Basarabia a Principatului Moldovei. În acel an, boierul moldovean Gașpar a dat o parte din moșie hangiței Marica pentru construirea unui han. La sfârșitul secolului al XVIII-lea, satul a devenit proprietatea boierilor Cerliu .
Prin Tratatul de pace de la București, semnat pe 16/28 mai 1812, între Imperiul Rus și Imperiul Otoman, la încheierea războiului ruso-turc din 1806 – 1812, Rusia a ocupat teritoriul de est al Moldovei dintre Prut și Nistru, pe care l-a alăturat Ținutului Hotin și Basarabiei/Bugeacului luate de la Turci, denumind ansamblul Basarabia (în 1813) și transformându-l într-o gubernie împărțită în zece ținuturi (Hotin, Soroca, Bălți, Orhei, Lăpușna, Tighina, Cahul, Bolgrad, Chilia și Cetatea Albă, capitala guberniei fiind stabilită la Chișinău).
La începutul secolului al XIX-lea, conform recensământului efectuat de către autoritățile țariste în anul 1817, satul Costiceni făcea parte din Ocolul Prutului de sus a Ținutului Hotin . În anii următori, satul a devenit proprietatea boierilor Holban. În anul 1879, s-a construit aici Biserica "Sf. Nicolae".
După Unirea Basarabiei cu România la 27 martie 1918, satul Costiceni a făcut parte din componența României, în Plasa Lipcani a județului Hotin. Pe atunci, majoritatea populației era formată din români.
Ca urmare a Pactului Ribbentrop-Molotov (1939), Basarabia, Bucovina de Nord și Ținutul Herța au fost anexate de către URSS la 28 iunie 1940. După ce Basarabia a fost ocupată de sovietici, Stalin a dezmembrat-o în trei părți. Astfel, la 2 august 1940, a fost înființată RSS Moldovenească, iar părțile de sud (județele românești Cetatea Albă și Ismail) și de nord (județul Hotin) ale Basarabiei, precum și nordul Bucovinei și Ținutul Herța au fost alipite RSS Ucrainene. La 7 august 1940, a fost creată regiunea Cernăuți, prin alipirea părții de nord a Bucovinei cu Ținutul Herța și cu cea mai mare parte a județului Hotin din Basarabia .
În perioada 1941-1944, toate teritoriile anexate anterior de URSS au reintrat în componența României. Apoi, cele trei teritorii au fost reocupate de către URSS în anul 1944 și integrate în componența RSS Ucrainene, conform organizării teritoriale făcute de Stalin după anexarea din 1940, când Basarabia a fost ruptă în trei părți.
În anul 1948, a fost înființată în sat o orchestră. În 1966, s-a construit un monument în memoria soldaților morți în cel de-al doilea război mondial și un bust al generalului rus Nikolai Vatutin (1901-1944), ucis într-o ambuscadă de către Armata Insurecțională Ucraineană, în timp ce comanda Frontul I Ucrainean în al doilea război mondial.
Începând din anul 1991, satul Costiceni face parte din raionul Noua Suliță al regiunii Cernăuți din cadrul Ucrainei independente. Conform recensământului din 1989, numărul locuitorilor care s-au declarat români plus moldoveni era de 1.279 (1.279+0), reprezentând 96,89% din populație . În prezent, satul are 1.357 locuitori, preponderent români.
În sat s-au păstrat tradițiile și obiceiurile românești . În prezent, există o casă de cultură (cu 13 cluburi: melodii solo, voce, teatru, folclor, fanfară, dansuri etc.), două biblioteci, magazine și farmacii. Ființează grupurile folclorice românești "Călușarul" și "Izvoraș".

## Demografie
Componența lingvistică a localității Costiceni
     Română (95,36%)
     Ucraineană (2,87%)
     Rusă (1,69%)
     Alte limbi (0,07%)
Conform recensământului din 2001, majoritatea populației localității Costiceni era vorbitoare de română (95,36%), existând în minoritate și vorbitori de ucraineană (2,87%) și rusă (1,69%).
1930: 1.169 (recensământ)
1989: 1.320 (recensământ)
2001: 1.357 (recensământ)

## Personalități
- Grigore Pantazi (1872 - 1939) - regizor, actor, poet, muzician, coregraf, sculptor. Înainte de Primul Război Mondial, Pantazi a fost inițiatorul și animatorul teatrului român din Cernăuți.
- Deomid Savca (1933 - 2018) - pedagog, om de cultură, muzician, dirijor de cor, interpret instrumentist, folclorist și poet, fiind cunoscut și ca autor al imnului satului Costiceni.
- Ion Vatamanu (1937 - 1993) - poet, publicist, om de știință și om politic. La sfârșitul anilor '80 - începutul anilor '90 ai sec. al XX-lea, s-a manifestat ca luptător fervent pentru eliberarea națională a românilor din Republica Moldova și Bucovina.
- Toadere Captari (1925 - 1995) - rapsod, instrumentist, om de cultură, promotor al folclorului românesc din regiunea Cernăuți. Lucrător emerit al Culturii din RSS Ucraineană” și „Meșter popular al RSS Moldovenești”.
- Tudor Colac (1948 - 2021) - Etnolog și folclorist român, doctor în etnologie, fost colaborator științific coordonator la sectorul folcloristică al Institutului de Filologie al Academiei de Științe a Republicii Moldova, membru al Uniunii Scriitorilor din Moldova.
- Sergiu Barbuța (n.1989) - ziarist, publicist și activist civic din regiunea Cernăuți. Președinte fondator al Societății Culturale „Valea Prutului”
- Zinaida Smochină-Rotaru (n.1941) - poetă populară de origine română, autoare de poezii pentru copii.

## Imnul satului Costiceni
Autorul Imnului satului Costiceni, intitulat „Odă Satului Natal” este profesorul Deomid Savca (n.1933 - d.2018). Textul și muzica imnului au fost compuse în 2010, cu ultima redactare în 2018. Costiceni este un sat cu o istorie bogată și profundă situat în Ținutul Hotin. Conform textul, satul a fost fondat de răzeșii lui Ștefan cel Mare, care i-au dat numele și l-au înzestrat cu o moștenire culturală valoroasă. Costiceni, situat pe malul stâng al râului Prut, este cunoscut pentru frumusețea sa naturală, precum și pentru comunitatea sa harnică și prosperă. Locuitorii satului sunt renumiți pentru abilitățile lor meșteșugărești și spiritul lor virtuos. Satul își păstrează tradițiile și limba dulce, fiind un exemplu de continuitate și mândrie națională. Drapelul tricolor simbolizează mândria și identitatea locuitorilor din Costiceni.

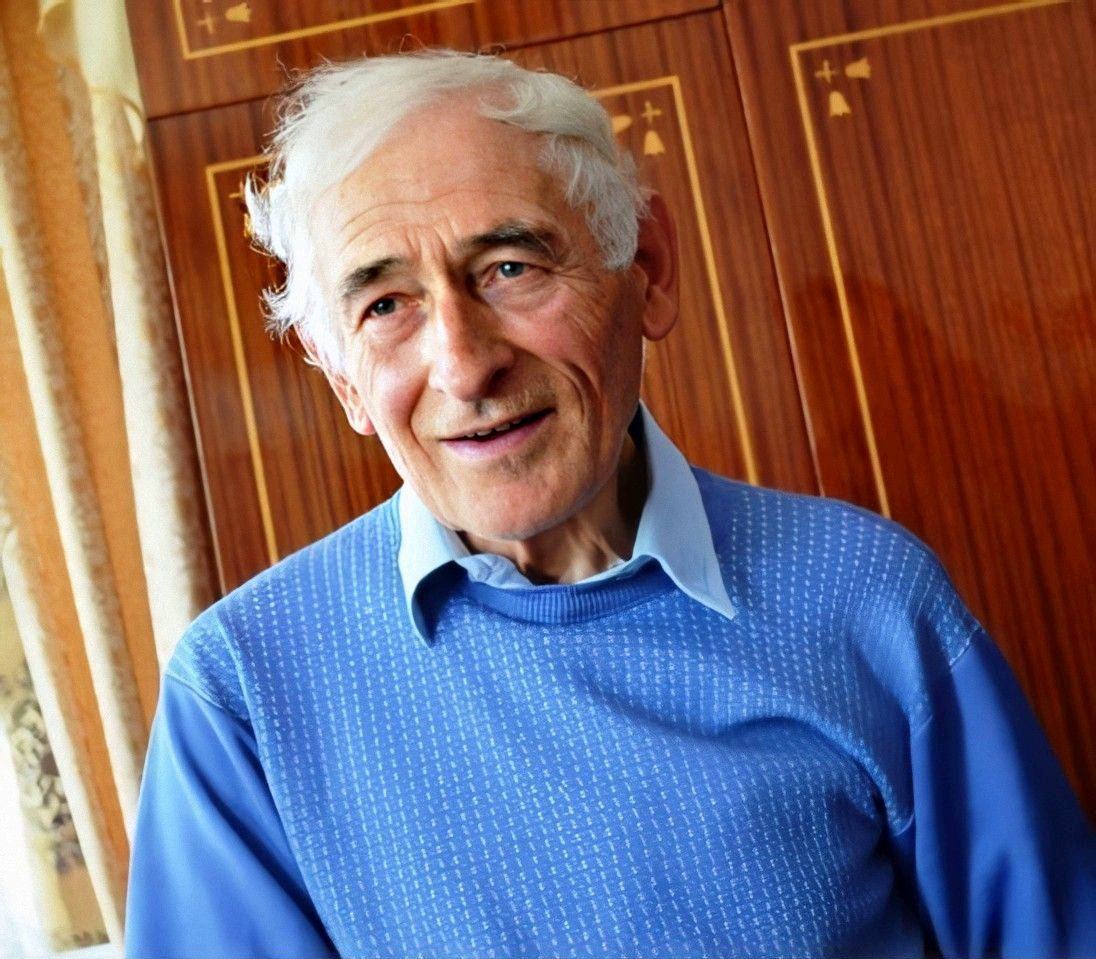
Deomid Savca, autorul imnului

Răzeșii lui Ștefan Ți-au fost dat ființă;
Răzeșii lui Vodă - de neam moldoveni
Ți-au dat și un nume, să-l porți cu credință,
Ți-au dat frumos nume de sat Costiceni.

Ne ești Vatră Sfântă, ești floare aleasă-n
Cununa de sate a scumpei țări;
Ai școală, biserici și case frumoase,
Livezi înflorite ai în primăveri.

În partea de-amiază stau maluri sfințite
De Prut cu agheasma ce curge din munți,
De cealaltă parte cresc holde-ngrijite

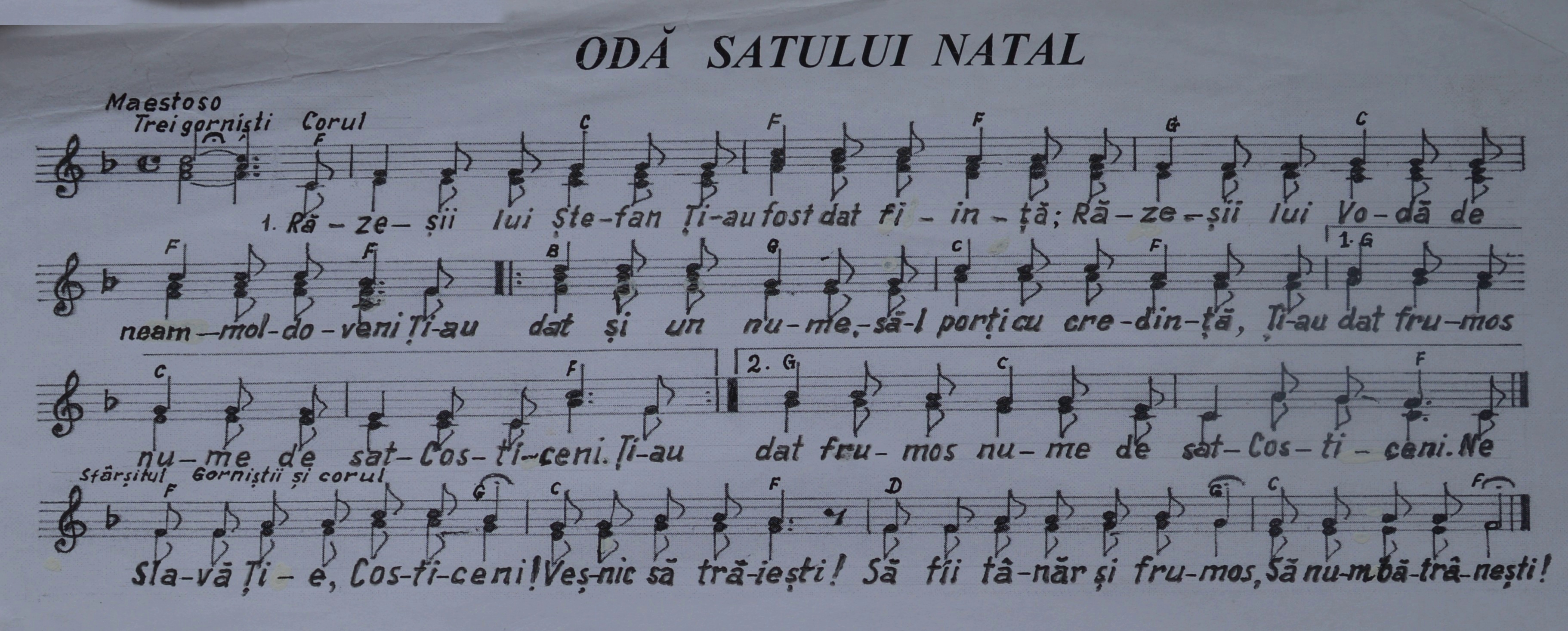
Textul și muzica imnului

De harnici flăcăi și de vârstnici cărunți.
Ai tăi bravi feciori au brațe de aur,
Sunt meșteri la toate și sunt virtuoși;
Au pâine pe masă și tihnă în casă,
De viața prosperă ei sunt bucuroși.

Și graiul cel dulce din veacuri ne-aduce
În casele noastre cuvântul sonor:
Roș-Galben-Albastră e Flamura noastră,
E Flamura Sfântă – i Drapel Tricolor!

Slavă Ție, Costiceni!
Veșnic să trăiești!
Veșnic – tânăr și frumos,
Să nu îmbătrânești!